# DHCP
Dynamic Host Configuration Protocol (DHCP) в превод означава „Протокол за динамично конфигуриране на хостове“ и представлява комуникационен протокол, чрез който компютър, тип компютърно устройство, маршрутизатор или всякакъв друг вид устройство, използващо IP адрес, може да заяви Интернет адрес от сървър, който от своя страна притежава определено пространство от IP адреси за раздаване.
Чрез този протокол клиентите, изискващи Интернет адреси, се сдобиват със следните параметри: default gateway, subnet mask и IP адрес на DNS сървър. DHCP сървърът се грижи за уникалността на IP адресите – т.е. в подмрежата не може да съществуват два еднакви IP адреса по едно и също време, въпреки че един и същ адрес може да бъде раздаван на различни хостове в зависимост от времето на заявката за получаването му.
На практика при подходяща конфигурация клиентите могат да правят заявки за всякакъв тип конфигурационни параметри от сървъра. 

## История
Стандарта RFC 1531 дефинира DHCP като протокол през октомври 1993 година, замествайки Bootstrap Protocol (BOOTP). Следва обновяване на протокола RFC 2131 през 1997 г., който е актуалния действащ за IPv4 мрежите. Разширяването на обхвата на DHCP за IPv6 (DHCPv6) е публикувано като RFC 3315.

## Технически детайли
DHCP използва клиент-сървър архитектура. Клиентът изпраща запитване към цялата мрежа broadcast с искане за конфигурация. DHCP сървърът получава запитването и отговаря с конфигурационната информация.
Ако отсъства DHCP сървър, всички потребители ще трябва да се конфигурират ръчно, което отнема време и може да доведе до грешки.
Когато DHCP конфигуриран клиент се свърже с мрежата, той изпраща broadcast запитване с нужната му информация. Тази информация се съдържа в пакет DHCP DISCOVER и с него се идентифицира достъпен DHCP сървър в мрежата. DHCP сървърът отговоря с DHCP OFFER съобщение, в което се съдържа назначеното IP, мрежова маска, DNS сървър и шлюз по подразбиране, а също така и времето, за което се дава под наем дадения адрес.
Клиентът може да получи множество DHCP OFFER пакети, ако има повече от един DHCP сървър в локалната мрежа. Тогава трябва да избере един от тях. За това се изпраща запитване към цялата мрежа broadcast с DHCP REQUEST пакет, който да идентифицира точния сървър и да наеме адреса. Възможно е клиентът да иска адрес, който е бил даден преди от системата.
Ако приемем че IP адресът, изискван от клиента или предлаган от сървъра, е все още валиден, сървърът ще върне DHCP ACK съобщение, че приема наемането. Обаче, ако офертата е вече невалидна, поради изтичане на времето на изчакване или това, че офертата е дадена на друг клиент, сървърът отговаря с DHCP NAK съобщение (отрицателно съобщение). Ако се върне DHCP NAK съобщение, процесът започва от начало с DHCP DISCOVER.
След като клиентът е взел адресите и информацията под наем, той може да я поднови отново със съобщение за поискване DHCP REQUEST.

### Методи за разпределение
В зависимост от условията, DHCP сървърите поддържат няколко метода за разпределение на IP адресите:
- динамично разпределение: Мрежовият администратор задава даден обхват от IP адреси на DHCP сървъра, и всеки компютър в мрежата е конфигуриран да си вземе адрес от него, докато не бъде установена връзка. Този IP адрес се дава за точно определен период от време. След него, ако клиента не поднови (renew) IP адреса си със заявка до DHCP сървъра, той го възстановява като наличен и преразпределя за ново ползване от друг клиент.

- автоматично разпределение: DHCP перманентно асоциира IP адрес от зададения обхват с клиент (MAC адрес). Същото е като динамичното разпределение, но с тази разлика, че DHCP сървъра пази специална таблица с последно използваните IP адреси, което позволява постоянно да бъде задаван един и същи адрес на един и същи клиент, докато не изтече времето за валидност на записа в таблицата, задавано допълнително в настройките на DHCP сървъра. След това, DHCP сървъра, работещ с този метод на разпределение ще се отнесе с клиента като с нов такъв – дава му се нов IP адрес от обхвата.

- статично разпределение: DHCP сървъра разпределя IP адресите на база предварително дефинирана таблица с MAC адреси от системния администратор. Само клиенти, чиито MAC адреси присъстват в тази таблица ще получат IP адрес от DHCP сървъра. Познато още като филтриране по MAC адрес. Често този вид разпределение е използвано заедно с резервирани IP адреси по MAC на клиента – DHCP сървъра дава на клиента един и същи адрес на база неговият MAC адрес.

## Стандарти
- RFC 1531 (DHCP)
- RFC 3315 (DHCPv6)
- RFC 4242 – Information Refresh Time Option for Dynamic Host Configuration Protocol for IPv6
- RFC 3046, Recommended Operation for Switches Running Relay Agent and Option 82 Архив на оригинала от 2007-09-27 в Wayback Machine. describes how DHCP option 82 works
- RFC 3942 – Reclassifying Dynamic Host Configuration Protocol Version Four (DHCPv4) Options
- RFC 4361 – Node-specific Client Identifiers for Dynamic Host Configuration Protocol Version Four (DHCPv4)

Предшественикът му е протокола BOOTIP